# Mount Pilots
Der Mount Pilots (englisch; polnisch Góra Lotników ‚Fliegerberg‘) ist ein 600 m hoher und vereister Berg auf King George Island im Archipel der Südlichen Shetlandinseln. Er ragt oberhalb des Polar Committee Icefall am Ufer der Admiralty Bay auf.
Polnische Wissenschaftler benannten ihn 1980 nach den Hubschrauberpiloten, die im Rahmen der von 1978 bis 1979 durchgeführten polnischen Antarktisexpedition tätig waren.